# Henry Greenly

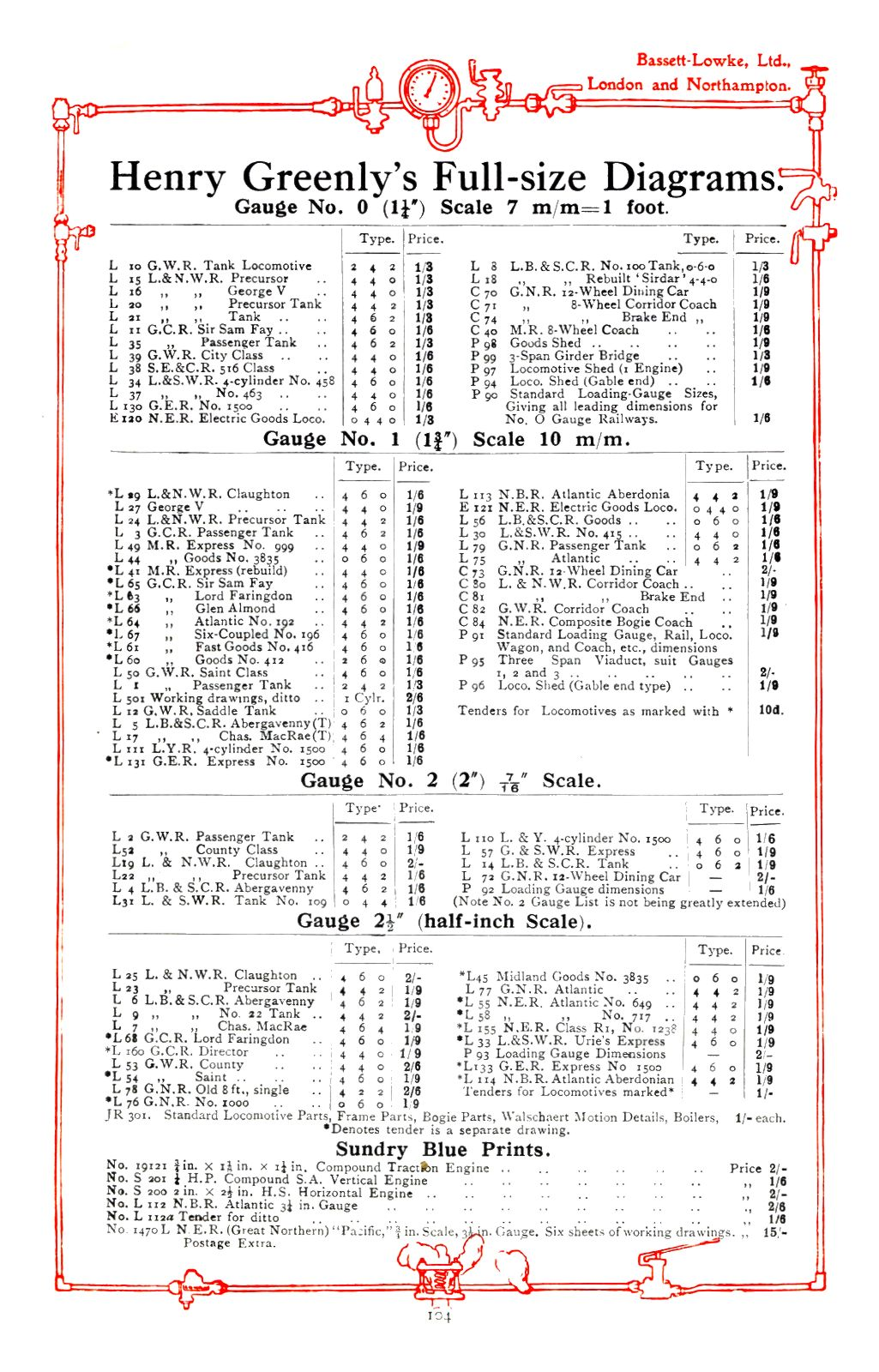
Henry Greenlys 1:1-Blaupausen für Spur 0 bis Spur 2½ im Catalogue B von Bassett-Lowke, 1924

Henry Greenly (* 1876; † 1947) war ein britischer Ingenieur und Konstrukteur von Echtdampf-Miniatur-Dampflokomotiven.
Um 1900 lernte er Wenman Joseph Bassett-Lowke kennen, und die beiden wurden gute Freunde. Henry Greenly unternahm Reisen auf den Kontinent, um in dessen Auftrag französische und deutsche Modellhersteller zu treffen, wenn er nicht selbst reisen konnte. Henry Greenlys Entwürfe und Pläne waren in den technischen Katalogen der Firma Bassett-Lowke zu finden, die Modelleisenbahn- und Gartenbahnlokomotiven in verschiedenen Spurweiten anbot. 1909 gründeten Henry Greenly und Wenman Joseph Bassett-Lowke gemeinsam die Zeitschrift Model Railways and Locomotives Magazine und gaben diese bis 1916 heraus.
Henry Greenly, der ein eigenes Ingenieurbüro in Hounslow im Westen von London hatte, arbeitete nicht nur für die Firma Bassett-Lowke, sondern auch für andere Unternehmen. So war er auch Lokomotivkonstrukteur und Chefingenieur bei der 1927 eröffneten Romney, Hythe and Dymchurch Railway an der Küste von Südengland, die als Liliputbahn trotz der kleinen Spurweite von 15 Zoll (381 Millimeter) ganzjährig dem öffentlichen Verkehr dient. Er war auch an der Entwicklung innovativer Lokomotiven für die nahe gelegene, 1924 eröffnete Saltwood Miniature Railway beteiligt, einer Gartenbahn mit 7¼ Zoll (183 Millimeter) Spurweite, die als älteste Gartenbahn der Welt gilt. Er soll aber auch an frühen Konstruktionen von Stuart Turner-Dampfmaschinen beteiligt gewesen sein.
Henry Greenly war auch ein produktiver Autor, der eine Reihe von Büchern sowie eine große Anzahl von Artikeln für Modelleisenbahnzeitschriften über Modelleisenbahnen, Gartenbahnen und den Dampfmaschinen-Modellbau schrieb.